# Кайданов Григорій Зіновійович
Григорій Зіновійович Кайданов англ. Gregory Kaidanov (20 вересня 1959, Бердичів, Житомирська область, УРСР) — радянський та американський шахіст українського походження, шаховий тренер, заслужений тренер ФІДЕ.

## Біографічна довідка
Народився в сім'ї військовослужбовця, з 1960 проживав у Калінінграді. Від батька в 6 років навчився грі у шахи, у вісім почав відвідувати шаховий гурток у калінінградському Палаці піонерів, як пише в автобіографії сам Григорій Зіновійович, його тренером була Нінель Гріченко (у Калінінграді проводяться дитячі турніри зі швидких шахів присвячені її пам'яті).
1972 року переміг у змаганнях РРФСР для дітей до 14 років. У 16 років став кандидатом у майстри спорту, в 1978 році отримав звання майстра. 4-разовий переможець чемпіонатів Московської області (1977–1982) і 2-разовий у ДСТ «Локомотив» (1980, 1983). Учасник Всесоюзних турнірів серед молодих майстрів (1984, 1985); найкращий результат 4—5-е місце (1984).
Одружений, має трьох дітей: Анастасія (18 квітня, 1983), Борис (16 листопада, 1986), Соня (1 грудня, 1994).
Вперше побував у США в 1990 році, вигравши турнір в Нью-Йорку (у вирішальній партії здолав свого основного конкурента Юхима Геллера). Отримав запрошення та наступного року разом зі своєю дружиною Валерією та дітьми переїхав до США. Живе в Лексингтоні, штат Кентуккі, грає в турнірах, виступає за збірну США, працює шаховим тренером. Від 2006 один з провідних та найактивніший з тренерів навчальної програми US Chess School.

## Спортивні досягнення
Після перших успіхів у дитячих та юнацьких шахах у другій половині 1980-х зайняв місце серед найсильніших майстрів. У 28 років завоював звання гросмейстера.
Найкращі результати в міжнародних турнірах у радянський період: Москва (1986, 4—6-е), там само у 1987 — перемога, у тому числі перемога над майбутнім чемпіоном світу Віші Анандом; Балатонберень (1987, 2—4-е). На сайті шахіста згадується переможна участь у наступних турнірах: Львів (1988); Протвіно (перший міжнародний турнір Московського обласного шахового клубу, 1988), Відень (1989), Гастінґс (1990, Hastings Masters), Гент (1990), Нью-Йорк (1990).
Після оселення в США продовжив успішну шахову кар'єру: перемога в місцевому турнірі World Open (1992), того ж року U.S. Open. Виграв також Goodricke Open (Калькута, 2000) і Aeroflot Open (Москва, 2002). 2007 року став третім на Чемпіонаті США. Крім того, здобув перемоги в низці менш престижних турнірів: National Open (1990,1992, 1994 і 1999), Eastern Open (2011 тощо.
У складі американської Збірної Кайданов ставав Чемпіоном Світу (Люцерн,1993), срібним (Еліста, 1998) та двічі бронзовим (Єреван, 1996 і Турин, 2006) призером Шахових Олімпіад. Учасник шести Олімпіад (1996–2006) і трьох командних чемпіонатів світу (1993, 1997, 2005) в складі Збірної США.
Під його тренерським керівництвом жіноча збірна здобула третє місце на Шаховій Олімпіаді (Дрезден, 2008)